# Livsmedelsmikrobiologi

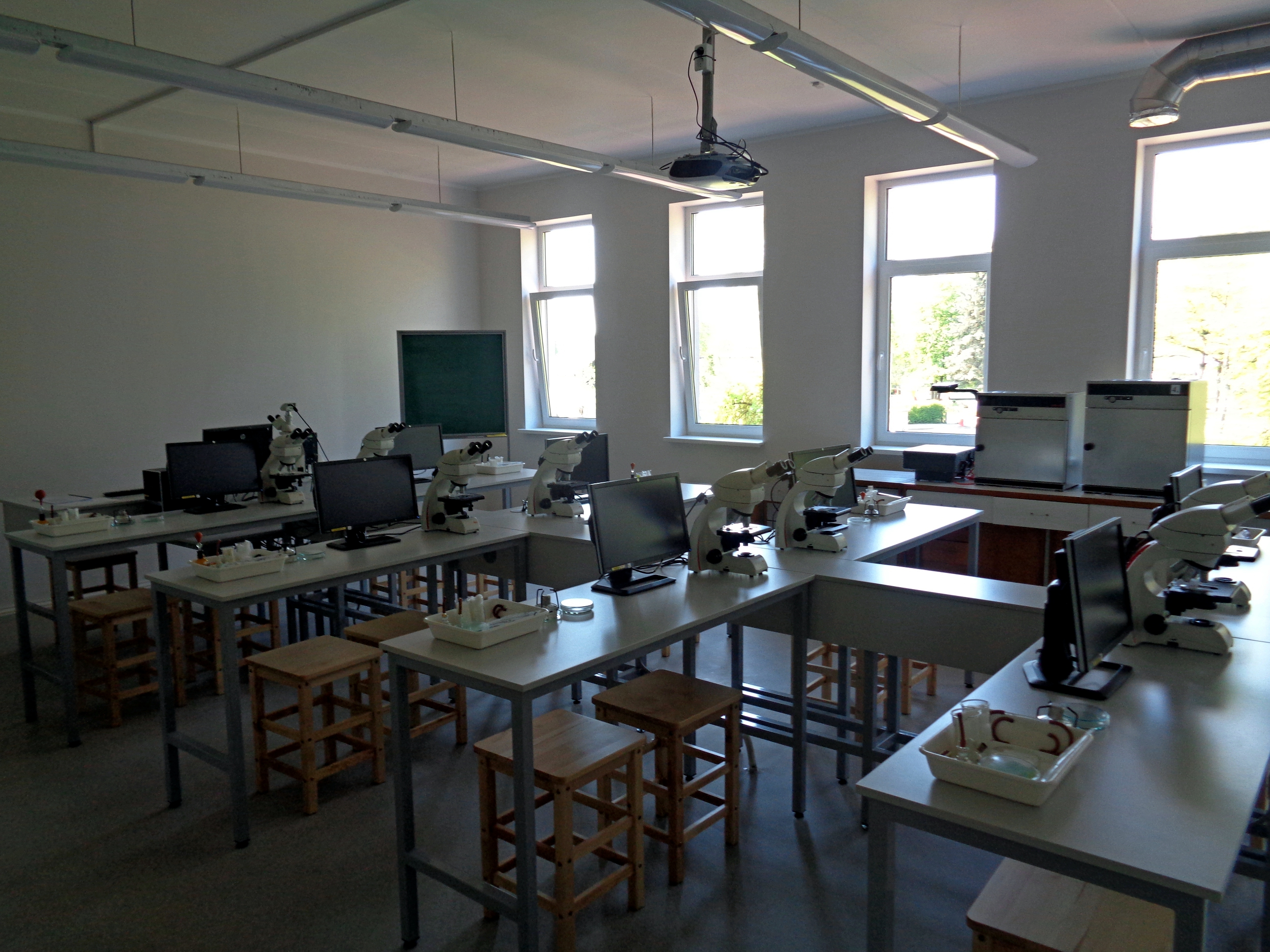
Laboratoriet för livsmedelsmikrobiologi, Fakultet för livsmedelsteknologi, Lettlands Lantbruksuniversitet.

Livsmedelsmikrobiologi belyser mikroorganismers påverkan på livsmedel samt hur människan har anpassat sin livsmedelsproduktion och förvaring för att undvika att mat blir skämd. Förutom att rätt hanterade öka hållbarhet påverkar mikroorganismer livsmedlens smak och näringsvärde. Mikroorganismers tillväxt i livsmedel har traditionellt förhindrats och kontrollerats med hjälp av metoder som inläggning, syrning, saltning och rökning. I modern tid har tillgången till kyla förenklats i samband med introduktionen av kylskåp och frys och blivit en allmänt tillgänglig form för förvaring av livsmedel. Genteknik är en ännu senare metod för att motverka att föda spolieras av mikroorganismer och för att upptäcka livsmedelsburna sjukdomar.

## Förädling

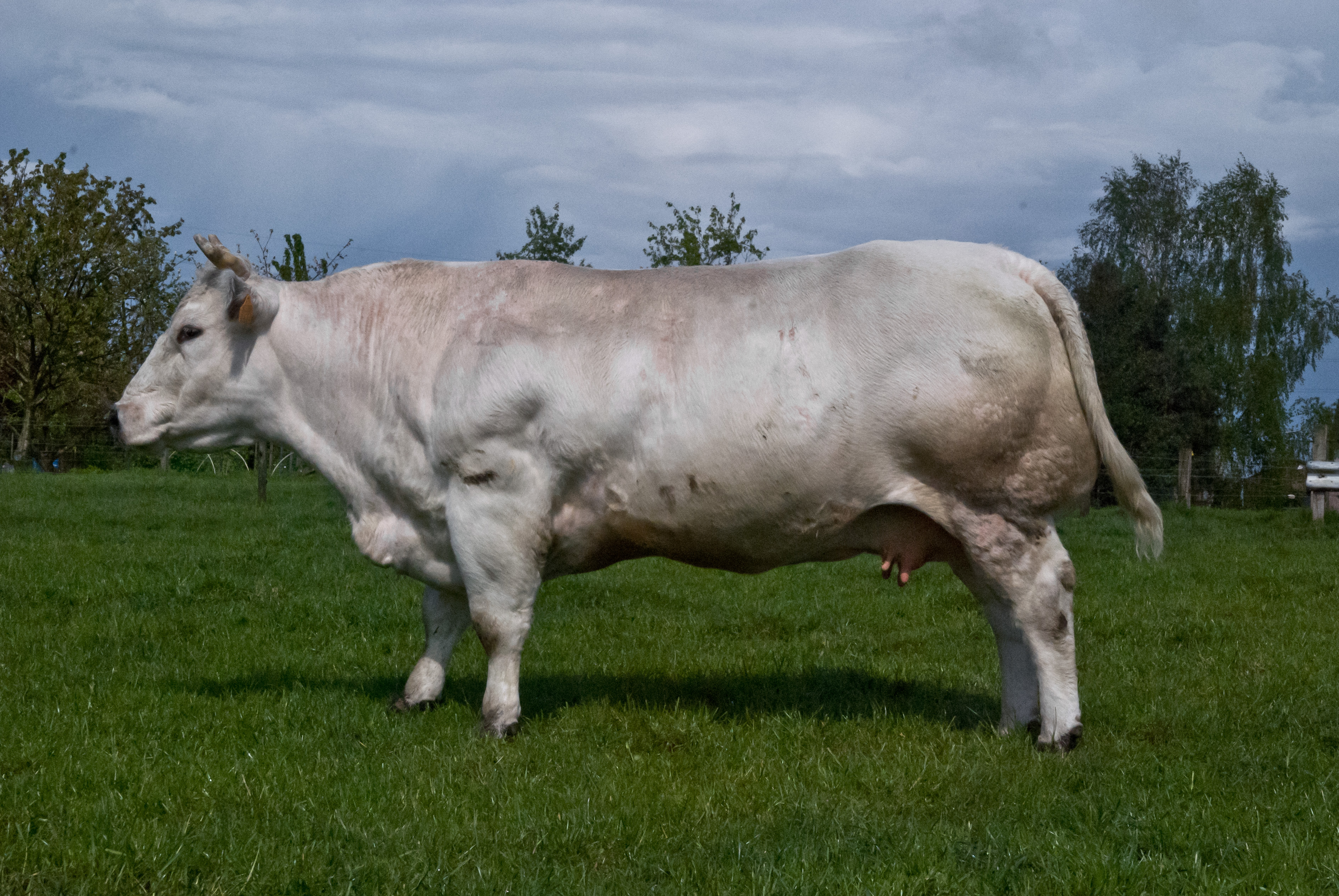
Rasen Belgian Blue är resultatet av avel där man önskade en större muskelmassa för köttförsäljning.

Förädling av boskap har skett aktivt i Sverige sedan 1800-talet i form av avel. Aveln präglades då av behovet inom jordbruket som exempelvis tyngre dragdjur och ökad mjölkproduktion hos kor. I samband med detta bildades nya svenska djurraser. Detta skedde främst genom avel med importerade raser men det förekom även avel mellan inhemska stammar. Grödor har förädlats på liknande sätt. Till exempel har nya äppelsorter skapats genom att pollinera blommor från olika sorter med varandra. I modern tid förädlas växter med hjälp av genteknik, så kallad GMO-föda, det vill säga föda från genmodifierade organismer. Vid genmodifieringen får organismen nya egenskaper i form av främmande DNA eller motverkar att en sekvens av ett existerade genom kommer till uttryck. Detta DNA hämtas ofta från olika bakterier och kan ge egenskaper som större resistens mot angrepp från insekter och mikroorganismer, större näringsvärde samt förändrad färg eller form.
Förädling av fabriksvaror som exempelvis mejeriprodukter och juicer med mikrobiologi har etablerats i modern tid. Det mest förekommande är Probiotika, vilket innebär att det tillförs bakteriekulturer till produkterna i syfte att ge stärkt immunförsvar och tarmflora. Huvudsakligen används mjölksyrabakterier av släktet Lactobacillus i probiotika. Mjölksyrabakterier förekommer även naturligt i fermenterade produkter som exempelvis yoghurt, fil och ost men dessa arter är inte nödvändigtvis de som ger bäst effekt på hälsan.

## Förskämning
Förskämning betyder förruttnelse, fördärv eller försämring. I detta fall innebär det att livsmedel blir oätbara på grund av mikroorganismer som exempelvis bakterier och svampar.  Svampar förekommer främst som mögel, vilket är synliga kolonier av mikroskopiskt stora mögelsvampsporer. De är framförallt specialiserade att växa på organismer från växtriket. De förekommer både i växande och skördade grödor men det optimala för deras tillväxt är skördade grödor med hög vattenhalt. Dessa svampar producerar ämnen kallade mykotoxiner som är giftiga för människor och djur och som vid förtäring kan ge skador på de inre organen. Det är inte förskämningen som medför att själva livsmedlet blir hälsofarligt utan det är istället de mikroorganismer som växer i livsmedlet som ger hälsoskador, som exempelvis mögelsvampen. Förskämning i sig medför endast att livsmedlet får en obehaglig lukt, smak eller konsistens. Dock brukar förskämning öka risken för att livsmedlet innehåller patogena mikroorganismer och den kan därför agera som en indikator på att livsmedlet kan vara hälsofarligt.

## Livsmedelsburna sjukdomar
Livsmedelsburna sjukdomar, matförgiftning, uppkommer vid förtäring av mat som förorenats med skadliga bakterier. I till exempel Sverige står fem av de vanligaste sjukdomarna, campylobacterios, salmonellos, yersinios, shigellos och EHEC, för en samhällskostnad om en miljard kronor årligen (2015). Sjukdomsspridningen är starkt beroende av livsmedelshanteringen, det vill säga lagring, hygien vid förberedelse och tillagningen. Alla dessa sjukdomar orsakas av bakterier och ger symptom i form av magsmärtor, feber och diarré. Även andra symptom kan förekomma med variation beroende på vilken sjukdom man blivit drabbad av, som exempelvis kräkningar eller blod i avföringen. Vid EHEC, vilket är en sjukdom orsakad av en Enterohemorragisk E. coli-infektion, kan den drabbade i värsta fall även avlida.